# Харлан Елисън
Харлан Джей Елисън (на английски: Harlan Jay Ellison) е американски писател на научна фантастика.

## Биография и творчество
Роден е на 27 май 1934 г. в Кливланд, щат Охайо. На 17-годишна възраст започва редовно да посещава университета в щат Охайо. Година и половина по-късно му се налага да напусне университета поради спор с преподавател, който твърдял, че на Харлан Елисън му липсва талант. Неговият връстник и съсед Робърт Силвърбърг го описва като доста буен младеж с много амбиции и силен стремеж за тяхното постигане.
Първите му произведения са написани още преди университета и са публикувани в периодичните издания за фентъзи и научна фантастика. Неговият първи фантастичен разказ Blind Lightning е публикуван през 1956 г., след като Елисън се премества в Ню Йорк. През следващите две години, до постъпването му в армията, той написва над 150 разказа, между които научнофантастични, еротични и детективски. В няколко от нефантастичните му произведения от този период се описва животът в американския град.
След като напуска армията, издава три романа, в които си проличава постепенната промяна в стила му. Някои от най-популярните му произведения са издадени през следващите 10 години. В тези години негови творби са наградени със 7 „Хюго“, 3 „Небюла“ и други награди за научна фантастика.
Неговите научнофантастични творби се смятат за свързващо звено при развитието на киберпънк движението.

## Допълнителна информация
- „Имам уста, за да крещя, а викът ми е плът печатна машина или арлекин, който не се разкая в самото лице на нощта“: обзорен материал за разказите на Х. Елисън, публикуван на части в електронно списание Starlighter Архив на оригинала от 2007-02-20 в Wayback Machine. – част 1 Архив на оригинала от 2007-09-26 в Wayback Machine., част 2 Архив на оригинала от 2007-09-26 в Wayback Machine., част 3 Архив на оригинала от 2007-09-26 в Wayback Machine., част 4 Архив на оригинала от 2007-09-26 в Wayback Machine., част 5 Архив на оригинала от 2007-09-26 в Wayback Machine., част 6 Архив на оригинала от 2007-09-26 в Wayback Machine.